# Lê Hồng Anh

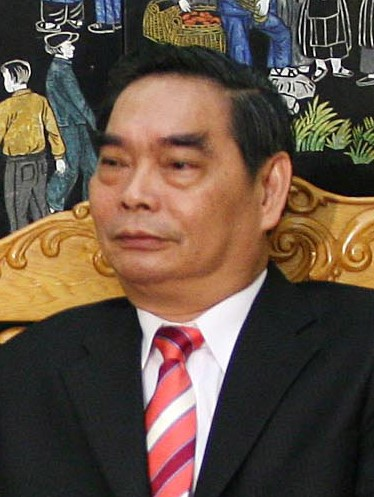
Lê Hồng Anh (8. Oktober 2007)

Lê Hồng Anh (* 12. November 1949 in Vĩnh Bình Bắc, Vĩnh Thuận, Kiên Giang, Südvietnam) ist ein Politiker der Kommunistischen Partei Vietnams KPV (Đảng Cộng sản Việt Nam) in der Sozialistischen Republik Vietnam und General, der unter anderem von 2001 bis 2016 Mitglied des Politbüros des Zentralkomitees (ZK) der KPV sowie zwischen 2002 und 2011 Minister für öffentliche Sicherheit war.

## Leben
Lê Hồng Anh nahm 1960 an dem von der Nationalen Front für die Befreiung Südvietnams (Mặt trận Dân tộc Giải phóng Miền Nam Việt Nam) organisierten Aufstand in Südvietnam teil und engagierte sich zwischen 1960 und 1968 als Mitarbeiter in der Jugendunion in seinem Geburtsort Vĩnh Bình Bắc. Am 2. März 1968 wurde er Mitglied der Kommunistischen Partei Vietnams und war zwischen 1969 und 1977 Mitarbeiter, dann Mitleid des Exekutivkomitees und zuletzt des Ständigen Ausschusses der Jugendunion in der Provinz Kiên Giang. Daneben war er Mitglied des Stadtparteikomitees und Sekretär der Jugendunion in Rạch Giá sowie schließlich stellvertretender Sekretär der Jugendunion der Provinz Kiên Giang. Ein Studium der Rechtswissenschaften schloss er mit einem Bachelor of Laws (LL.B.) ab und war zudem zwischen 1978 und 1980 Absolvent der „Nguyễn Ái Quốc“-Zentralschule, der heutigen „Hồ Chí Minh“-Nationalakademie für Politik. 1981 wurde er Mitglied des Parteikomitees und Sekretär der Kommunistischen Jugendunion „Hồ Chí Minh“ der Provinz Kiên Giang sowie zuletzt bis 1986 stellvertretender Vorsitzender der Organisationskommission des Parteikomitees dieser Provinz. Im Anschluss war er von 1986 und 1991 Mitglied des Ständigen Ausschusses, Vorsitzender des Inspektionsausschusses sowie Vorsitzender der Organisationskommission des Parteikomitees der Provinz Kiên Giang. Nachdem er zwischen 1991 und Dezember 1994 Sekretär des Parteikomitees des Bezirks Châu Thành war, wurde er zunächst stellvertretender Sekretär sowie im Juni 1996 Sekretär des Parteikomitees der Provinz Kiên Giang.
Auf dem VIII. Nationalkongress (28. Juni bis 1. Juli 1996) wurde Lê Hồng Anh erstmals zum Mitglied des ZK der KPV gewählt und gehörte diesem Führungsgremium der Partei nach seinen Wiederwahlen auf dem IX. Nationalkongress (19. April bis 22. April 2001), dem X. Nationalkongress der KPV (18. bis 25. April 2006) und dem XI. Nationalkongress der KPV (12. bis 19. Januar 2011) fast zwanzig Jahre lang bis zum XII. Nationalkongress (20. bis 28. Januar 2016) an. Er wurde im Juni 1997 stellvertretender Vorsitzender der Zentralen Inspektionskommission der KPV und auf dem IX. Nationalkongress im April 2001 auch erstmals zum Mitglied des Politbüros des ZK gewählt. Diesem obersten Führungsgremium gehörte er nach seinen Wiederwahlen auf dem X. Nationalkongress der KPV im April 2006 und dem XI. Nationalkongress im Januar 2011 ebenfalls bis zum XII. Nationalkongress im Januar 2016 an. Im IX. Politbüro (2001 bis 2006) bekleidete er innerhalb der Parteihierarchie den neunten Platz unter den 15 Mitgliedern. Er war zugleich zwischen April 2001 und Januar 2003 Sekretär des ZK sowie Vorsitzender der Zentralen Inspektionskommission der KPV. Zudem wurde er 2002 Mitglied der Nationalversammlung (Quốc hội Việt Nam) und gehörte dieser nach seiner Wiederwahl 2007 in der elften und zwölften Legislaturperiode bis 2011 an.

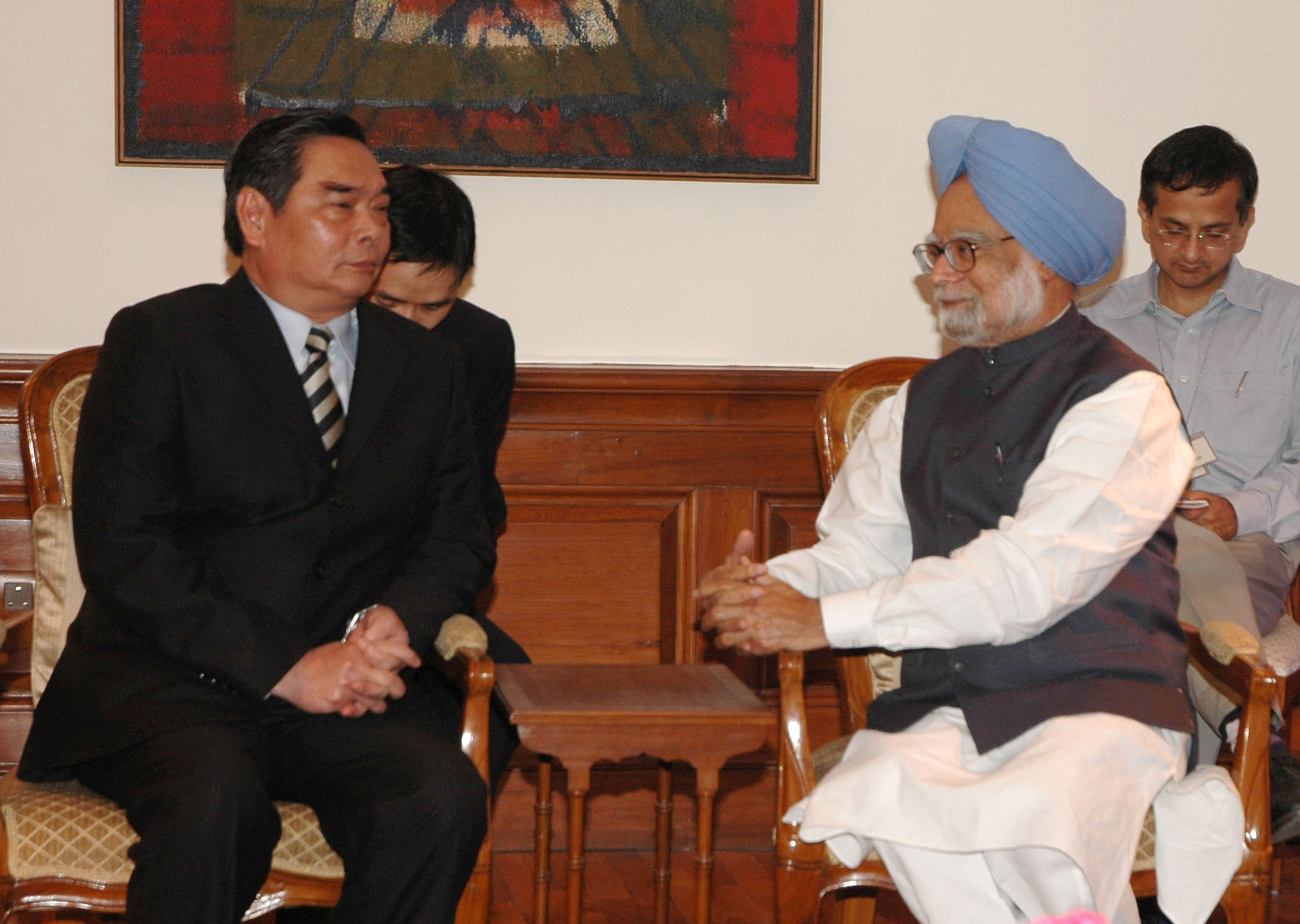
Lê Hồng Anh als Minister für öffentliche Sicherheit im Gespräch mit dem Premierminister Indiens Manmohan Singh (25. März 2008).

In der ersten Sitzungsperiode der 11. Nationalversammlung wurde Lê Hồng Anh als Nachfolger von Generaloberst Lê Minh Hương zum Minister für öffentliche Sicherheit (Bộ trưởng Bộ Công an) in das Kabinett von Premierminister Phan Văn Khải berufen. Er bekleidete dieses Ministeramt auch im darauf folgenden Kabinett von Premierminister Nguyễn Tấn Dũng von Juni 2006 bis zum 3. August 2011, woraufhin Trần Đại Quang ihn ablöste. Im Januar erfolgte seine Ernennung in den Rang eines General (Đại tướng) der Volkssicherheit. Nach seiner Wiederwahl auf dem X. Nationalkongress nahm er in der Parteihierarchie des Politbüros nunmehr den achten Platz unter den 15 Mitgliedern. Im Juli 2006 wurde er zum Sekretär des Zentralkomitees der Partei für öffentliche Sicherheit ernannt und auf der ersten Sitzung der 12. Nationalversammlung am 2. August 2007 auch als Minister für öffentliche Sicherheit bestätigt, so dass er die Funktionen als Verantwortlicher für die öffentliche Sicherheit in Staats- und Parteiführung vereinigte. Nach seiner Wiederwahl ins ZK der KPV und in das Politbüro auf dem XI. Nationalkongress im Januar 2011 nahm er in der Parteihierarchie den fünften Platz unter den jetzt 16 Mitgliedern des Politbüros ein. Außerdem wurde er im August 2011 vom Politbüro auch zum Ständigen Mitglied des ZK-Sekretariats ernannt und hatte auch diese Funktion bis zum XII. Nationalkongress der KPV im Januar 2016 inne.